# Recerca del Jesús històric
La recerca del Jesús històric es refereix als esforços acadèmics per proporcionar un retrat històric de Jesús. Des del segle xviii, tres missions científiques sobre el Jesús històric han tingut lloc, cadascuna amb característiques diferents i d'acord amb diferents criteris d'investigació, que sovint es van desenvolupar durant cada fase específica. Aquestes recerques es distingeixen dels enfocaments anteriors perquè es basen en el mètode històric per estudiar els relats bíblics. Si bé s'havia dut a terme una anàlisi textual de les fonts bíbliques durant segles, aquestes recerques van introduir nous mètodes i tècniques específiques per establir la validesa històrica de les seves conclusions.
L'entusiasme demostrat durant la primera recerca va disminuir després de la crítica de 1906 d'Albert Schweitzer, qui va assenyalar diverses deficiències als enfocaments utilitzats aleshores. La segona recerca va començar el 1953, a mitjan segle xx, i va introduir una sèrie de noves tècniques, però es va deixar de banda el 1970. A la dècada de 1980 una sèrie d'estudiosos a poc a poc van començar a introduir noves idees d'investigació,
 bo i iniciant una tercera recerca, caracteritzada pels enfocaments més recents d'estudi.
Si bé hi ha un acord generalitzat entre els estudiosos sobre l'existència de Jesús, i un consens bàsic sobre el ministeri de Jesús, els retrats de Jesús construïts en les recerques tendeixen sovint a diferir els uns dels altres, i de la imatge retratada a les narracions dels Evangelis. Hi ha atributs superposats entre els retrats, i mentre que certs estudiosos poden posar-se d'acord sobre alguns atributs, aquests mateixos erudits poden diferir en uns altres, i no hi ha un retrat unificat del Jesús històric que satisfaci la majoria dels experts.

## Primera recerca

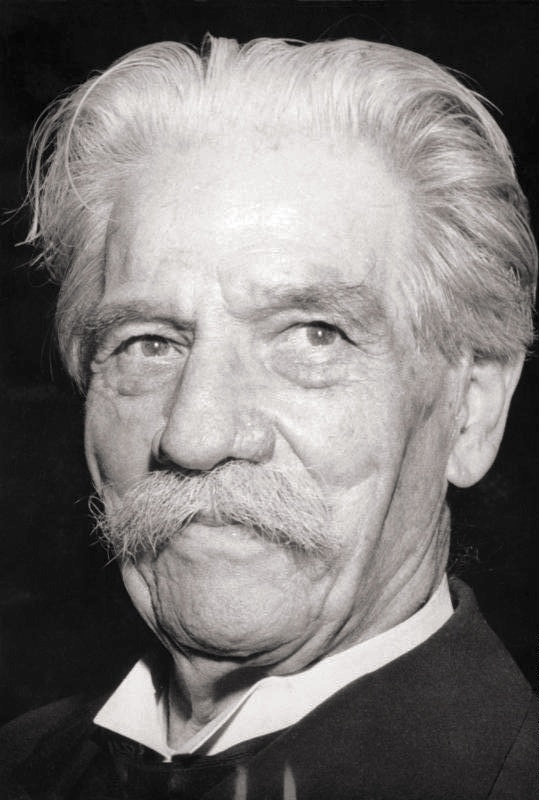
Albert Schweitzer, qui al seu llibre La recerca del Jesús històric va forjar aquest terme.

Quan va acabar la Il·lustració, diversos estudiosos a Europa van començar a anar més enllà de l'anàlisi textual i del desenvolupament de les harmonies de l'Evangeli, i van començar a produir biografies de Jesús referides típicament com a Vides de Jesús. Aquestes biografies van intentar aplicar algunes tècniques històriques a una versió harmonitzada de les narracions dels Evangelis, i van produir noves visions generals de la vida de Jesús. Aquests intents de construir una biografia de Jesús van arribar a ser coneguts com la primera «recerca del Jesús històric», un terme efectivament forjat pel llibre d'Albert Schweitzer titulat La recerca del Jesús històric: un estudi crític del seu progrés des de Reimarus a Wrede.
A finals del segle xix s'havien escrit centenars de Vides de Jesús. Algunes d'elles eren purament sensacionalistes: no es van produir a causa de les noves dades que havien aparegut, sinó a causa que algunes persones llegien i interpretaven els Evangelis de maneres noves. Aquestes històries de les Vides de Jesús eren sovint idealitzades, altament psicològiques o incloïen nous elements que no figuraven a cap dels Evangelis o altres documents històrics. Per exemple, Ernest Renan va fer servir l'episodi en què Jesús puja a l'ase durant la seva entrada triomfal a Jerusalem per construir una història en què Jesús el fuster era un profeta amable que tenia un ase a Galilea i hi pujava mentre viatjava entre els diferents pobles.
Mark Powell assenyala que la producció d'aquestes Vides de Jesús es regia generalment per tres elements: (1) La imposició d'un gran esquema (per exemple, Jesús com un reformador) que dictava el tema de l'obra i en termes del qual s'interpretaven els Evangelis; (2) l'exclusió d'aquelles parts dels registres dels Evangelis que no encaixaven en l'esquema; (3) l'addició de material nou que no apareix a cap dels Evangelis per omplir els buits de la història. Andreas J. Köstenberger afirma que en molts casos aquestes històries retracten Jesús «com un missioner en si», en comptes d'una figura jueva del segle i.
Els temes de fons emprats pels autors de les diverses Vides de Jesús durant la primera recerca van variar. En alguns casos, el seu objectiu era lloar el cristianisme, en altres casos, atacar-lo. Una de les primeres publicacions notables d'aquesta primera recerca va ser de Hermann Samuel Reimarus (1694-1768), qui va interpretar Jesús com una figura política de poc èxit, que va assumir que el seu destí era posar Déu com el rei d'Israel. Reimarus va escriure un tractat on rebutjava els miracles i acusava els autors de la Bíblia de frau, però no el va publicar. Més endavant, Gotthold Ephraim Lessing (1729-1781) va publicar pòstumament aquesta tesi. Paul Henri Thiry d'Holbach (1723-1789), que no tenia cap interès a recuperar un Jesús històric, sinó a criticar la religió, va escriure Ecce Homo - La història de Jesús de Natzaret, i el va publicar anònimament a Amsterdam el 1769. El llibre va ser traduït a l'anglès per George Houston, i publicat el 1799 i després de nou el 1813, per la qual cosa Houston (qui va confessar que n'era l'autor) va ser condemnat per blasfèmia a dos anys de presó.

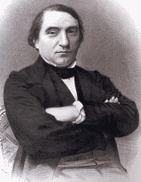
Ernest Renan, autor de Vides de Jesús.

David Friedrich Strauss (1808-1874) va ser pioner en la recerca del Jesús històric en rebutjar tots els esdeveniments sobrenaturals com elaboracions mítiques. La seva obra Vida de Jesús (1835), va ser una de les primeres i més influents anàlisis sistemàtiques de la vida de Jesús, amb l'objectiu de basar-la en una investigació històrica imparcial. Strauss va considerar els miracles a la vida de Jesús continguts als Evangelis en termes de mites que van sorgir com a resultat de la imaginació de les comunitats cristianes, atès que van tornar a contar històries i representar esdeveniments naturals com a miracles. Albert Schweitzer va escriure a La recerca del Jesús històric (1906; 1910) que els arguments de Strauss «omplen als certificats de mort tota una sèrie d'explicacions que, a primera vista, semblen estar vives, però no ho són pas realment». Afegeix que hi ha dos grans períodes de la investigació acadèmica en la recerca del Jesús històric, que són «el període abans de David Strauss i el període després de David Strauss».
Entre les obres que van aparèixer després hi ha el llibre d'Ernest Renan, Vie de Jésus, que va combinar la interpretació acadèmica amb una psicologia sentimental i novel·lesca. Va tenir molt d'èxit i va gaudir de vuit reimpressions en tres mesos. Renan va fusionar les narracions dels Evangelis amb les seves pròpies interpretacions psicològiques, per exemple que Jesús va predicar una «dolça teologia de l'amor» a Galilea, però que es va convertir en un revolucionari un cop es va topar amb l'establishment a Jerusalem.
Johannes Weiß (1863-1914) i William Wrede (1859-1906) van portar els aspectes escatològics del ministeri de Jesús a l'atenció del món acadèmic. Tant Weiß com Wrede eren apassionadament antiliberals i les seves presentacions estaven orientades a emfatitzar la naturalesa inusual del ministeri i les ensenyances de Jesús. Wrede va escriure sobre el tema del secret messiànic a l'Evangeli segons Marc i va argumentar que era un mètode utilitzat pels primers cristians per explicar que Jesús no va pretendre pas proclamar-se a si mateix com el Messies.
Albert Kalthoff (1850-1906), al capítol «Va existir un Jesús històric?» del seu llibre de 1904 Com va sorgir el cristianisme? Noves contribucions al problema de Crist (publicat en anglès el 1907 com The rise of Christianity) va escriure: «Un Fill de Déu, Senyor del Món, nascut d'una verge, i ressuscitat després de la mort, i el fill d'un petit fuster amb nocions revolucionàries, són dos éssers totalment diferents. Si l'un va ser el Jesús històric, l'altre sens dubte no ho era pas. La vertadera qüestió de la historicitat de Jesús no és simplement si va existir un Jesús entre els nombrosos demandants d'un messianisme a Judea, però sí que hem de reconèixer el caràcter històric d'aquest Jesús als Evangelis, i si ha de considerar-se com el fundador del cristianisme».
Albert Schweitzer (1875-1965), historiador de teologia, va presentar una important revisió crítica de la història de la recerca de la vida de Jesús a La recerca del Jesús històric: un estudi crític del seu progrés des de Reimarus a Wrede (1906, primera edició), denunciant la subjectivitat dels diversos autors, que introduïen els seves pròpies preferències al caràcter de Jesús. Hi ha un capítol (el 10) sobre la teoria de les dues fonts de Christian Hermann Weisse i la teoria de Christian Gottlob Wilke i tres capítols sobre David Strauss (cap. 7, 8 i 9), i un capítol complet a Bruno Bauer (cap. 11). Bauer (1809-1882) va ser el primer teòleg acadèmic que va afirmar la no historicitat de jesús. Tanmateix, la seva erudició va ser enterrada pel món acadèmic alemany, i va continuar sent un desconegut fins que Albert Kalthoff va rescatar les seves obres de l'oblit i de la foscor. Schweitzer va lloar el treball primerenc de Bauer, abans del seu període posterior i conclusió sobre la no historicitat de Jesús.
Un desafiament directe a la primera recerca va ser El mite de Crist, publicat per primera vegada el 1909 per Arthur Drews, qui va plantejar la teoria del mite de Crist i la negació de l'existència d'un Jesús històric. Drews, amplificant i donant a conèixer la tesi inicialment proposada per Bruno Bauer, va fer-se famós per la controvèrsia internacional resultant provocada pel seu llibre. El 1912, S.J. Case va assenyalar que a l'última dècada, els dubtes sobre l'existència de Jesús havien avançat en diversos sectors, però enlloc amb tanta insistència com a Alemanya, on el moviment escèptic s'havia convertit en propaganda regular: «El seu principal defensor és Arthur Drews, professor de filosofia a l'Escola Tècnica Superior de Karlsruhe. Des de l'aparició del seu El mite de Crist el 1909 el tema s'ha mantingut en el públic mitjançant debats a diferents llocs, sobretot en alguns centres universitaris importants, com Jena, Marburg, Giessen, Leipzig, Berlín».
Per discutir la tesi de Drews, Schweitzer va afegir dos nous capítols el 1913 a la segona edició de la seva obra, La recerca del Jesús històric:
- Capítol 22 «La nova negació de la historicitat de Jesús»: analitza la tesi de Drews, a més de vuit escriptors que donen suport a aquesta tesi sobre la no existència de Jesús: J.M. Robertson, Peter Jensen,[37] Andrzej Niemojewski, Christian Paul Fuhrmann,[38] W.B. Smith, Thomas Whittaker, G.J.P.J. Bolland i Samuel Lublinski. Tres d'ells van estar a favor d'explicacions mítico-astrals.
- Capítol 23 «El debat sobre la historicitat de Jesús»: analitza les publicacions de 40 teòlegs-estudiosos en resposta a Drews, i menciona els participants d'un debat públic de febrer de 1910. La majoria de les publicacions són crítiques i negatives. Schweitzer continua la seva exposició sistemàtica dels problemes i dificultats a les teories dels Bestreiter (reptadors) i dels Verneiner (negadors); els radicals neerlandesos. J.M. Robertson, W.B. Smith i Drews; l'autenticitat de les cartes paulines i la historicitat del propi Pau.

El propi Schweitzer també va argumentar que totes les presentacions de Jesús del segle xix havien maximitzat o descuidat el missatge apocalíptic de Jesús, i va desenvolupar la seva pròpia versió del retrat de Jesús en el context apocalíptic jueu. Després es va convèncer que la recerca d'un Jesús històric era inútil, va abandonar els estudis bíblics i se'n va anar a Àfrica com a missioner metge.

### Dénouementde la primera recerca
El treball de Schweitzer va ser precedit pel llibre de Martin Kähler L'així anomenat Jesús històric i el Crist bíblic històric, publicat el 1896. Kähler va argumentar que no era possible separar el Jesús de la història del Crist de la fe i que, en qualsevol cas, l'objectiu clau d'anàlisi bíblica havia d'entendre millor el Crist de la fe que havia influït en la història. El treball de Kähler va cridar l'atenció de conservadors i liberals, i el seu efecte, juntament amb l'obra de Schweitzer, va posar punt final a la primera recerca del Jesús històric als cercles acadèmics.

## Període de «no recerca»
La crítica de Schweitzer (1906) va esfondrar els intents anteriors en la investigació històrica de Jesús, i amb freqüència és considerada com l'inici d'un període de «no recerca» que dura fins a la conferència d'Ernst Käsemann (1953) que va fer començar la segona recerca. Ben Witherington assenyala que, al final de la primera recerca, es va assumir que la investigació històrica de Jesús estava morta, malgrat que no era el cas.
Alguns investigadors com Paul Zahl van argumentar que els dos últims paràgrafs del llibre de Schweitzer resumeixen amb encert el final de la primera recerca, Schweitzer diu «Jesús de Natzaret no es veurà afectat a si mateix per ser modernitzat com una figura històrica [...]. Ell ve a nosaltres com un desconegut». Zahl compara la primera recerca amb l'expedició Terra Nova d'Scott a l'Antàrtida, i afirma que la primera missió va acabar com un desastre total, la qual cosa va frenar els esforços acadèmics per prosseguir la investigació sobre el Jesús històric. Nogensmenys, uns altres autors com Stanley Porter o Dale Allison no estaven d'acord amb aquesta avaluació, o la separació en termes d'aquestes fases.
Stanley Porter afirma que la crítica de Schweitzer va acabar només els estudis «idealitzats i excessivament psicologitzats» de la vida de Jesús, i van continuar unes altres investigacions. Dale Allison afirma que una altra investigació es va dur a terme durant la fase anomenada «no recerca», i el progrés era continu cada any, tret del 1919 quan es va publicar un nou llibre acadèmic sobre Jesús. Maurice Casey afirma que, tot i que pugui semblar al principi raonable anomenar aquest període com de «no recerca», aquesta caracterització no és exacta i en aquest període es va donar un altre progrés significatiu, per exemple, el treball de H.B. Streeter sobre la prioritat de Marc i la Font Q que va afectar les investigacions posteriors.
Una figura clau en el període relativament tranquil del 1906 al 1953 va ser Rudolf Bultmann, qui es va mostrar escèptic quant a la rellevància i la necessitat de la investigació històrica de Jesús i va argumentar que l'única cosa que podem o cal saber sobre Jesús és la «asseïtat» (en alemany Dass) de la seva existència, i molt poca cosa més. Bultmann va argumentar que l'únic important és l'«asseïtat» (no la «quiditat»), només els fets que Jesús va existir, va predicar i va morir crucificat, no el que va passar al llarg de la seva vida. Bultmann va ser també partidari de l'estudi de les tradicions orals que van transmetre els Evangelis.
Butlmann va creure que només uns quants fets dispersos podrien ser coneguts sobre Jesús, però, malgrat això, aquesta recerca era inútil, car l'únic que importa és seguir la «crida de Jesús», que només es pot conèixer a través d'un encontre existencial amb la paraula de Déu. Bultmann va argumentar que la literatura cristiana més antiga mostrava poc interès en llocs específics i que l'estudi de Jesús a través d'una anàlisi històrica no era només impossible, sinó innecessària. Tanmateix, al final, Bultmann no va tancar completament la porta a la investigació històrica i el 1948 va suggerir la possibilitat d'una investigació major.

## Segona recerca

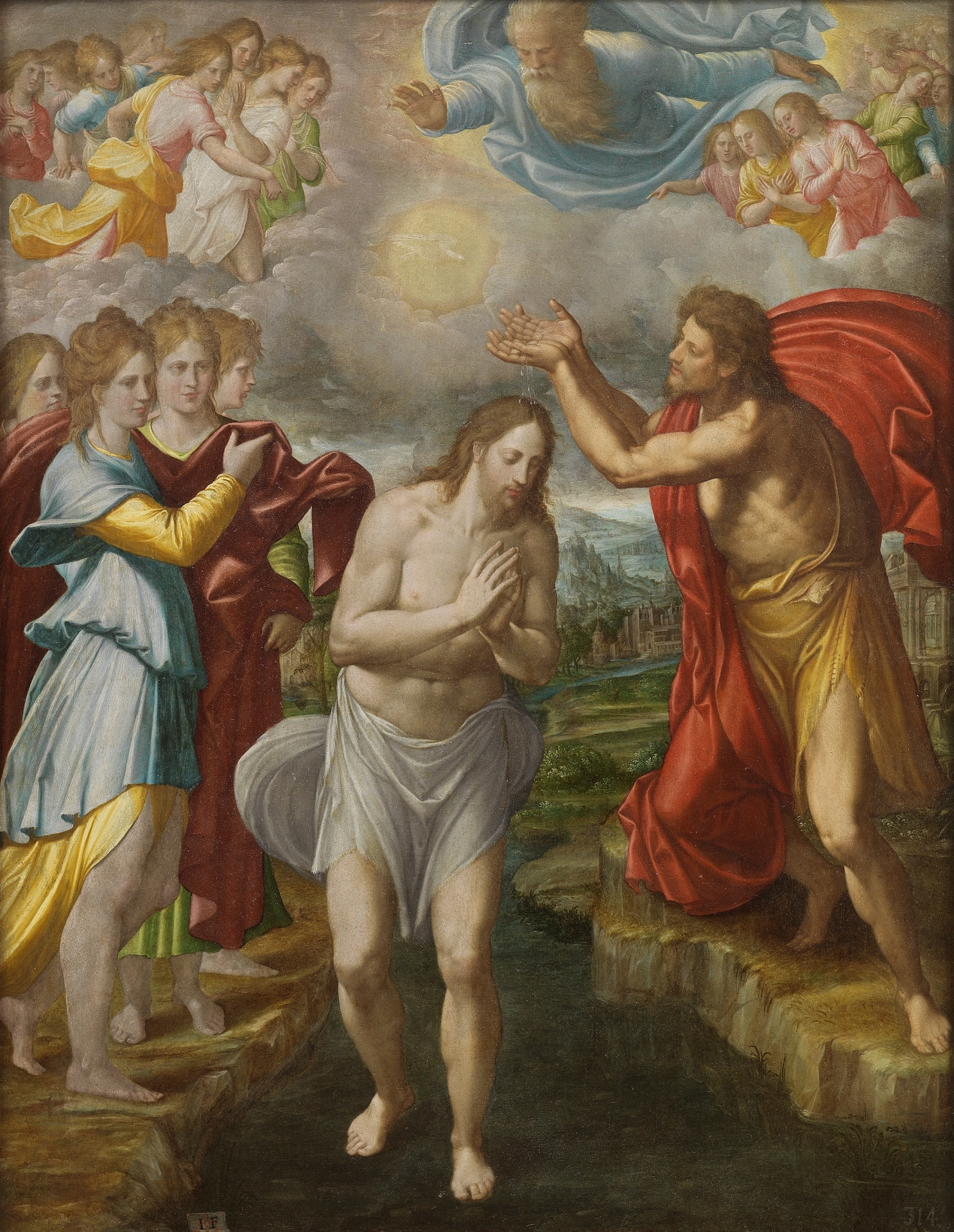
El criteri de la vergonya, desenvolupat durant la segona recerca, va ser aplicat al baptisme de Jesús (pintura de Juan Fernández Navarrete, c. 1567).

Si bé les dates exactes per a l'inici de la primera o la tercera recerca poden qüestionar-se, l'inici de la segona recerca té una data i un lloc ben coneguts, que és la conferència d'Ernst Käsemann el 20 d'octubre de 1953 titulada «El problema del Jesús històric», pronunciada en una reunió anual d'ex-alumnes de la Universitat de Marburg que, com Käsemann, van estudiar amb Rudolf Bultmann.
La conferència de Käsemann va marcar un allunyament de les ensenyances del seu antic professor Bultmann, qui va fer èmfasi en la teologia i el 1926 havia argumentat que la investigació històrica de Jesús era alhora inútil i innecessària; si bé Bultmann va modificar lleugerament aquesta posició en un llibre posterior. Käsemann va avançar en la postura que, si bé els Evangelis poden ser interpretats amb fins teològics, tot i així contenen memòries històriques que poden proporcionar informació sobre Jesús. Aquest punt de vista efectivament va fer començar el que aleshores es va conèixer com la «Nova recerca», i més endavant es va anomenar la segona recerca del Jesús històric. La majoria dels estudiosos que van participar en la segona recerca eren alemanys o instruïts per alemanys.
La perspectiva de Käsemann, que és possible saber alguna cosa sobre Jesús si les eines d'anàlisi històrica s'apliquen de manera sistemàtica, va demostrar que era molt important, i va inspirar una sèrie d'estudiosos per desenvolupar nous enfocaments per a l'estudi del Jesús històric. Una de les obres influents que van seguir al seu enfocament va ser el llibre de 1956 de Günther Born Kamm, Jesús de Natzaret, i la seva coneguda afirmació que «el que els Evangelis reporten concernent al missatge, els fets i la història de Jesús encara és distingit per [la seva] autenticitat […] aquestes característiques ens apunten directament a la figura terrenal de Jesús», van proporcionar l'impuls per a la segona recerca a la dècada de 1960. El llibre de 1959 de James M. Robinson, New Quest for the Historical Jesus and Other Essays va ser reimprès diverses vegades, indicant l'alt nivell d'interès en el tema durant la dècada de 1960.
Per tal d'analitzar els passatges bíblics, Käsemann va introduir el criteri de dissimilitud que compara un passatge de l'Evangeli (per exemple, una declaració de Jesús) amb el context jueu de l'època, i si és diferent, és més gran la possibilitat de ser autèntic. Durant la segona recerca també es va introduir el criteri de la vergonya. Aquest criteri estableix que és poc probable que un grup inventi una història que seria vergonyant per a si mateix. Per exemple, aquest criteri sosté que l'Església cristiana primitiva mai no hagués volgut inventar el nucli de la història sobre el baptisme de Jesús per Joan Baptista, que batejava per a la remissió dels pecats, i Jesús va ser considerat com sense pecat, per tant, aquesta història era irrellevant i vergonyosa, atès que es col·loca Joan per damunt de Jesús. Mentre que el baptisme de Jesús en si pot ser un esdeveniment històric, la presència del colom i de la veu del cel poden ser embelliments posteriors a l'esdeveniment inicial. El llibre de Marcello Craveri de 1967, Vida de Jesús, basat en els manuscrits de la mar Morta, va argumentar que les pretensions de divinitat fetes pel Jesús històric eren estrictament limitades i no inusuals per a un jueu d'aquella generació. Gran part del es demandes més fortes, i l'èmfasi en el poder redemptor de la mort de Crist a la creu, podrien considerar-se com a reelaboracions de Pau, qui probablement estava fortament influenciat per les tradicions grecoromanes.
A començaments de la dècada de 1970 l'impuls inicial de la segona recerca havia desaparegut. Un nombre d'estudiosos atribueixen al final d'aquesta recerca el paper cada cop menor de les idees de Bultmann, Ben Witherington indica: «de la mateixa manera que l'altíssima influència de Bultmann i l'entusiasme per l'existencialisme va començar a disminuir, també ho va fer l'entusiasme per la segona recerca». Geza Vermes afirma: «A causa de la influència colossal de Bultmann en alemany, i posteriorment a través dels seus antics estudiants a Amèrica del Nord, l'aprenentatge del Nou Testament i el rellotge de la investigació històrica real es va aturar durant mig segle», i que va començar de nou només després que la influència havia acabat. Paul Zahl afirma que mentre que la segona recerca va fer contribucions significatives en el temps, els seus resultats estan ara majorment oblidats, tot i que no refutats.

## Tercera recerca

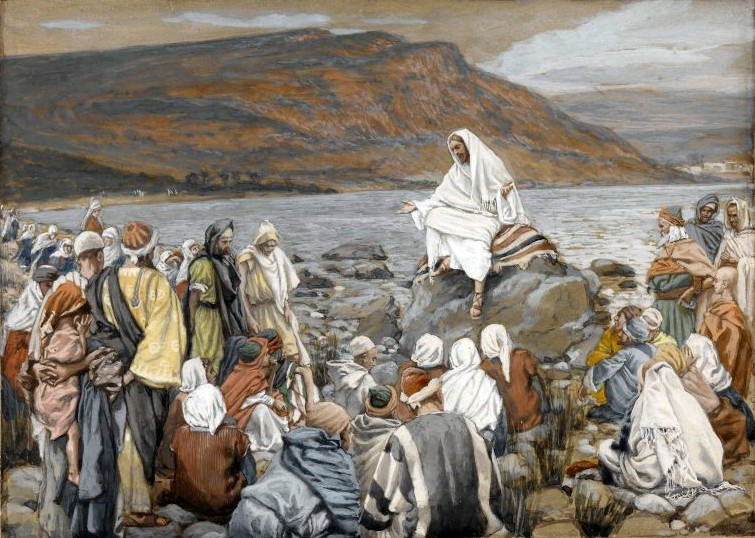
Jesús ensenya a la gent vora el mar, de James Tissot, c. 1890.

La segona recerca es va estancar a la dècada de 1970, i per a la dècada de 1980 una tercera recerca havia començat i guanyat molts seguidors acadèmics. A diferència de l'anterior, la tercera recerca no tenia cap principi ben definit i havia sorgit com una sèrie d'estudiosos presentant nous enfocaments dins d'un temps relativament curt dels uns als altres. El 1992, N.T. Wright va forjar el terme «tercera recerca» per referir-se a aquests nous enfocaments.
Més enllà dels criteris anteriors de l'atestació múltiple, dissimilitud (o discontinuïtat) i criteri de la vergonya, una sèrie de nous criteris es van desenvolupar arran de la tercera recerca. Els principals són:
- El criteri de plausibilitat històrica (introduït el 1997):[5] Aquest principi analitza la plausibilitat d'un esdeveniment en termes de components tals com la versemblança contextual i la plausibilitat conseqüent, ço és, el context històric ha de ser adequat, així com les conseqüències.[5] En investigacions recents, el criteri de plausibilitat ha trobat de part dels estudiosos una predilecció major que el criteri de dissimilitud, i els registres que s'ajusten al context històric són vistos amb més probabilitat de ser autèntics.[3][59]

- El criteri de rebuig i execució (desenvolupat el 1985):[5] És molt diferent d'altres criteris i no apunta directament a una dita particular o un acte de Jesús com a autèntic, sinó que centra l'atenció en el fet que Jesús va ser rebutjat pels jueus i executat pels romans, i llavors pregunta quines paraules cabrien en aquest escenari.[57][58] John P. Meier afirma que aquest criteri destaca que hauria estat poc probable que un Jesús que no desafia les autoritats del seu temps hagués estat crucificat i, per tant, ajuda a avaluar les dites de Jesús en aquest context.[58]

- El criteri de congruència (o prova circumstancial acumulada): És un cas especial de l'anterior criteri de coherència.[60] El criteri de coherència, també anomenat de coherència i conformitat, repassa el que ja s'ha establert com a històric, i analitza si una nova hipòtesi és consistent i coherent amb el que ja es coneix.[57] Així doncs, aquest criteri no es limita a aplicar-se als texts antics com un de principal, sinó que repassa els resultats de l'anàlisi moderna i en considera la coherència i la consistència.[58] El criteri de congruència dona suport a una hipòtesi si les observacions d'altres dades suggereixen conclusions semblants.[60]

Un nombre d'altres criteris proposats són vistos com a dubtosos i poc fiables pels estudiosos de la tercera recerca. Aquests inclouen la presència d'indicis d'arameu proposat per Joachim Jeremias, que avalua una dita bíblica sobre la base de la presència d'un vocabulari o una gramàtica, possiblement, arameus; i el semblant criteri del medi palestí, que considera una dita autèntica si s'ajusta al context palestí en temps de Jesús. El criteri de la vivacitat de la narració suggereix que si una dita expressa un llenguatge més vívid que el de la resta del text que l'envolta, pot ser una declaració d'un testimoni ocular; tanmateix, aquest criteri és generalment rebutjat pels estudiosos.
Una nova característica dels aspectes moderns de la tercera recerca ha estat el paper de l'arqueologia, i James Charlesworth afirma que actualment pocs erudits moderns volen ignorar els descobriments arqueològiques que esclareixen la naturalesa de la vida a Galilea i Judea durant el temps de Jesús. Una característica addicional de la tercera recerca ha estat el seu caràcter interdisciplinari i global de l'erudició. Mentre que les dues primeres recerques van ser realitzades majorment pels teòlegs protestants d'Europa, la tercera recerca ha vist una afluència d'estudiosos de diverses disciplines d'arreu del món, per exemple erudits jueus involucrats en la investigació històrica de Jesús han contribuït amb el seu coneixement detallat del judaisme del Segon Temple com el context per a la tercera recerca.

## Interpretacions històriques de Jesús
Encara que hi ha un gran consens entre els erudits sobre l'existència de Jesús com a figura històrica, els retrats de Jesús construïts durant les tres recerques sovint difereixen entre si i de la imatge retratada als relats evangèlics. Amy-Jill Levine assenyala que, malgrat els diferents retrats, hi ha un consens acadèmic universal sobre l'esquema bàsic de la vida de Jesús en què la majoria dels estudiosos coincideixen que Jesús va ser batejat per Joan Baptista, va debatre amb les autoritats jueves sobre el tema de Déu, va realitzar algunes curacions, va ensenyar en paràboles, va reunir seguidors i va morir crucificat pel prefecte romà Ponç Pilat.
Les moltes diferències d'èmfasi entre les interpretacions principals a la tercera recerca poden agrupar-se amb base a diverses interpretacions primàries de Jesús com un profeta apocalíptic, un curador carismàtic, un filòsof cínic, un Messies jueu o un profeta del canvi social. Tanmateix, hi ha poc acord acadèmic sobre una sola interpretació de la seva vida, o dels mètodes necessaris per construir-lo. Hi ha, emperò, atributs superposats entre els retrats, i els erudits que difereixen en alguns atributs poden posar-se d'acord sobre uns altres. Aquests grups reflecteixen la característica essencial de cada retrat i els relats sovint inclouen elements que es superposen, per exemple, hi ha diversos erudits, entre ells Crossan i Wright, que són crítics entre si, però coincideixen en les interpretacions que Jesús no era «principalment apocalíptic» i encara creuen que Jesús va predicar tal missatge, mentre que d'altres (per exemple Borg i Mack) difereixen en aquest punt. La tercera recerca va ser testimoni d'una fragmentació dels retrats acadèmics de Jesús, després de la qual no es va poder atènyer cap imatge unificada de Jesús.
En el llibre de 1906 La recerca del Jesús històric, Albert Schweitzer va assenyalar les semblances dels retrats amb els estudiosos que el construeixen i va afirmar que sovint són «pàl·lids reflexos dels [propis] investigadors». John Dominic Crossan va resumir la situació recent afirmant que molts autors que escriuen sobre la vida de Jesús «[…] fan una autobiografia i li diuen biografia [...]».